# Reichsleiter für die Presse

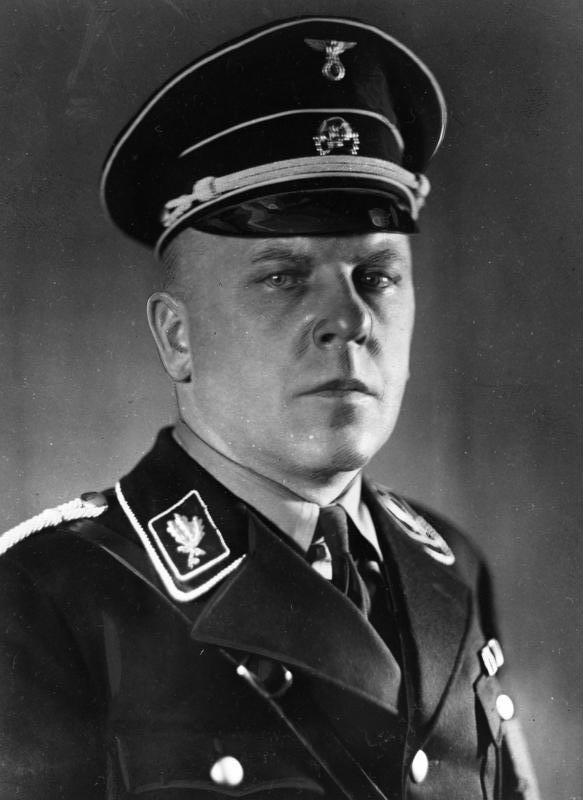
Max Amann, Reichsleiter für die Presse

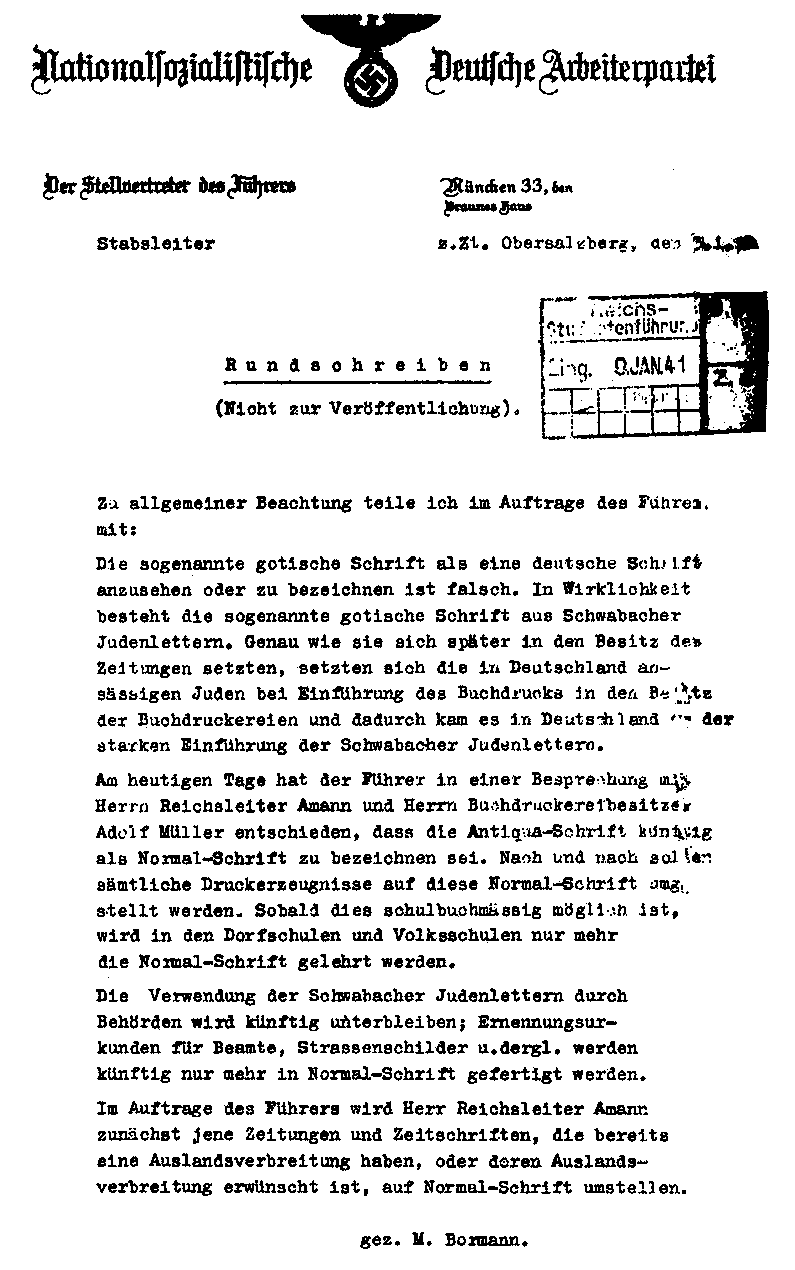
Schrifterlass des Führers von 1941, die offizielle Schrift von Schwabacher Fraktur in Antiqua umzuändern.

Die Position des Reichsleiters für die Presse wurde in der Zeit des Nationalsozialismus in Deutschland eingerichtet und befähigte zur Präsidentschaft der Reichspressekammer. Sie diente der Gleichschaltung der Gesellschaft im gesamten Pressebereich. Die Position wurde ab dem 28. Juni 1933 durch Max Amann bekleidet; der Vizepräsident der Reichspressekammer war Otto Dietrich.

## Auftrag
Nach der Machtübernahme der NSDAP erreichte die Kontrolle der Presse eine neue Dimension. Das neue Regime versuchte, sämtliche deutsche Verlage und ihr Vermögen im Münchener Eher-Verlag, dem Zentralverlag der NSDAP, zu bündeln, dessen Vorsitz der Reichsleiter für die Presse Max Amann innehatte. Dieser war ein leidenschaftlicher Anhänger Hitlers, der als Soldat unter ihm im Ersten Weltkrieg gedient hatte.

## Geschichte
Amann bekleidete als einer der 18 Reichsleiter eine der höchsten Parteipositionen und war damit Hitler beziehungsweise seinem Stellvertreter direkt unterstellt. Die Gesamtheit aller 18 Reichsleiter bildete die Reichsleitung der NSDAP.
Als Reichsleiter für die Presse besaß Amann unterschiedliche Aufgaben, die er entsprechend einer Anordnung der Reichspressekammer vom 24. April 1935 umsetzte. Sie wurden auf Grund des § 25 der Ersten Verordnung zur Durchführung des Reichskulturkammergesetzes vom 1. November 1933 erlassen. Zu Amanns Aufgaben als Reichsleiter gehörte die Überwachung des verlegerischen Bereiches. Verlage wurden dabei von ihm nach Belieben zugelassen oder auch entschädigungslos enteignet. Der Eher-Verlag trat dabei üblicherweise als einziger Bieter für zum Verkauf stehende Verlage auf. Transaktionen wurden über scheinbar neutrale Holding- und Finanzier-Gesellschaften abgewickelt. Reichstreuhänder war Max Winkler. Verlage, die zur Skandalpresse gehörten, wurden von ihm verboten, Verleger, die bei der NS-Führung Anstoß fanden, verloren ihre Stellung. Jüdische Verleger, Kommanditgesellschaften auf Aktien, Aktiengesellschaften, Stiftungen, GmbHs, Genossenschaften oder als Stiftungen betriebene Verlage wurden von der Mitgliedschaft beim Verlegerverband ausgeschlossen. 1941 wurde sogar ein Verbot der Auflagensteigerung von Zeitungen ausgesprochen.
Der Völkische Beobachter wurde durch ihn zur wichtigsten Zeitung der NSDAP ausgebaut.
Der Reichsleiter für die Presse besaß entsprechend seiner Anordnung aus dem Jahre 1935 die Möglichkeit, Zeitungsverlage zwecks Beseitigung ungesunder Wettbewerbsverhältnisse zu schließen. Kleinere Verlage, die zur Erreichung der Rentabilität höhere Auflagen benötigten, konnten geschlossen werden. Als Maß galten hier die frei von Amann auslegbaren gesunden verlegerischen Grundsätze. Inhaltlich durften keine Zeitungen mehr gedruckt werden, die auf einen konfessionellen, beruflich oder interessenmäßig zugeschnittenen Leserkreis abgestimmt waren.
Ab 1939 hatte der Reichsleiter zusätzlich die Möglichkeit, aufgrund der Kriegssituation unliebsame Verlage mit Papierentzug zu strafen, was einer Schließung gleichkam.
Als Reichsleiter hatte Amann trotz Goebbels’ Schriftleitergesetz wesentlichen Einfluss auf die personelle Besetzung der Redaktionen. Aufgrund der Überschneidung ihrer Verantwortungsbereiche kam es jedoch häufig zu Spannungen. So war Goebbels, der Reichsminister für Volksaufklärung und Propaganda war, auch Präsident der übergeordneten Reichskulturkammer und damit Chef Amanns. Da dieser aber Leiter des Eher-Verlages und damit Hauptverleger der Goebbels-Bücher war, erhielt Goebbels ständig größere Geldbeträge durch seinen Verlag. Es entstand dadurch zwischen den beiden Reichsleitern eine Abhängigkeit.
Amann blieb bis zum Ende des Zweiten Weltkrieges Reichsleiter für die Presse. Mit dem Kontrollratsgesetz Nr. 2 vom 10. Oktober 1945 wurde die Position als Teil der NS-Organisationen durch den Alliierten Kontrollrat verboten und das Eigentum beschlagnahmt.